# Мельгарехо, Лоренсо
Лоре́нсо Анто́нио Мельгаре́хо Сана́брия (исп. Lorenzo Antonio Melgarejo Sanabria; род. 10 августа 1990, Лома-Гранде, Кордильера) — парагвайский футболист, крайний полузащитник и защитник клуба «Либертад». Выступал за сборную Парагвая. На профессиональном уровне играл во всех футбольных амплуа, кроме вратаря.

## Клубная карьера

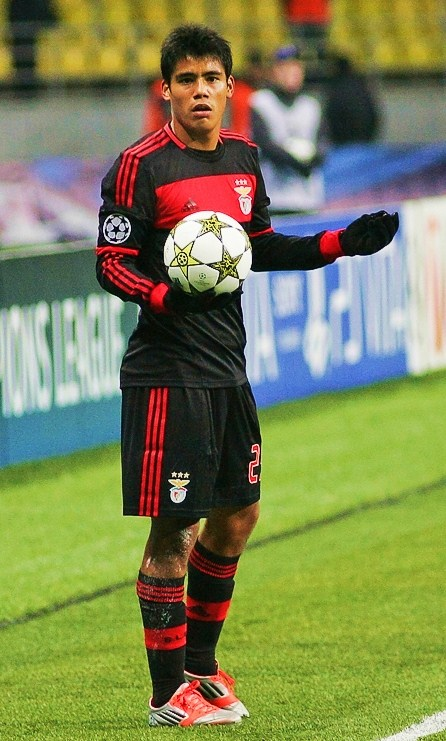
Мельгарехо в составе «Бенфики».

### Ранние годы
Начал свою профессиональную футбольную карьеру в клубе «12 октября» в возрасте 19 лет. В первый же сезон провёл за клуб 19 матчей и 7 раз поразил ворота соперника.
В начале 2010 года он перешёл в столичную «Олимпию». 31 января в матче против «Рубио Нью» Мельгарехо дебютировал за новый клуб. 7 февраля в поединке против «Такуари» Лоренсо забил свой первый гол за «Олимпию».
По окончании сезона Мельгарехо покинул «Олимпию» и присоединился к «Индепендьенте». 30 января 2011 года в матче против «3 февраля» он дебютировал за новый клуб. В этом же поединке Лоренсо забил свой первый гол за «Индепендьенте».

### «Бенфика»
Летом того же года Мельгарехо перешёл в лиссабонскую «Бенфику». Сумма трансфера составила 700 тыс. евро. Для получения игровой практики Лоренсо был отдан в аренду в «Пасуш де Феррейра». 21 августа в матче против «Униан Лерия» он дебютировал в Сангриш лиге. В этом же поединке Мельгарехо забил свой первый гол за «Пасуш де Феррейра».
Летом 2012 года Лоренсо вернулся в «Бенфику». 18 августа в матче против «Браги» он дебютировал за «орлов». В этом матче Лоренсо забил «автогол». 19 сентября дебютировал в европейской Лиге чемпионов в матче против шотландского «Селтика». 10 марта 2013 года в поединке против «Жил Висенте» Мельгарехо забил свой первый гол за «Бенфику». 15 мая 2013 года играл в финале Лиги Европы, в котором «Бенфика» уступила «Челси» (1:2), Мельгарехо вышел в стартовом составе и был заменён на 63-й минуте.

### «Кубань»

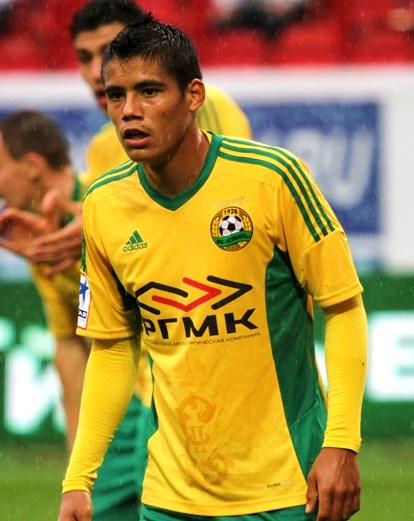
Мельгарехо в составе «Кубани».

2 сентября 2013 года перешёл в российский клуб «Кубань», который заплатил за игрока 5 млн евро 15 сентября того же 2013 года Мельгарехо дебютировал в РФПЛ в матче против московского «Локомотива». Свой первый гол он забил в матче 1/16 финала Кубка России против рязанской «Звезды». В матчах Лиги Европы против швейцарского «Санкт-Галлена» и испанской «Валенсии» Лоренсо трижды поразил ворота соперников. В краснодарском клубе Мельгарехо сумел стать лидером команды и незаменимым игроком основы.

### «Спартак» (Москва)
8 февраля 2016 года Мельгарехо перешёл в московский «Спартак», контракт с футболистом рассчитан на 4,5 года. Мельгарехо стал вторым парагвайцем в истории «Спартака» после Лукаса Барриоса. 6 марта в «дерби» против ЦСКА Лоренсо дебютировал за новую команду, выйдя в основном составе. 16 мая в поединке против грозненского «Терека» он забил свой первый мяч за «Спартак».
В чемпионском сезоне «Спартака» 2016/17 Лоренсо сыграл 21 матч и забил два мяча: 22 октября 2016 года в ворота «Урала» в гостях (1:0) и 9 апреля 2017 года в ворота «Уфы» в гостях (3:1).

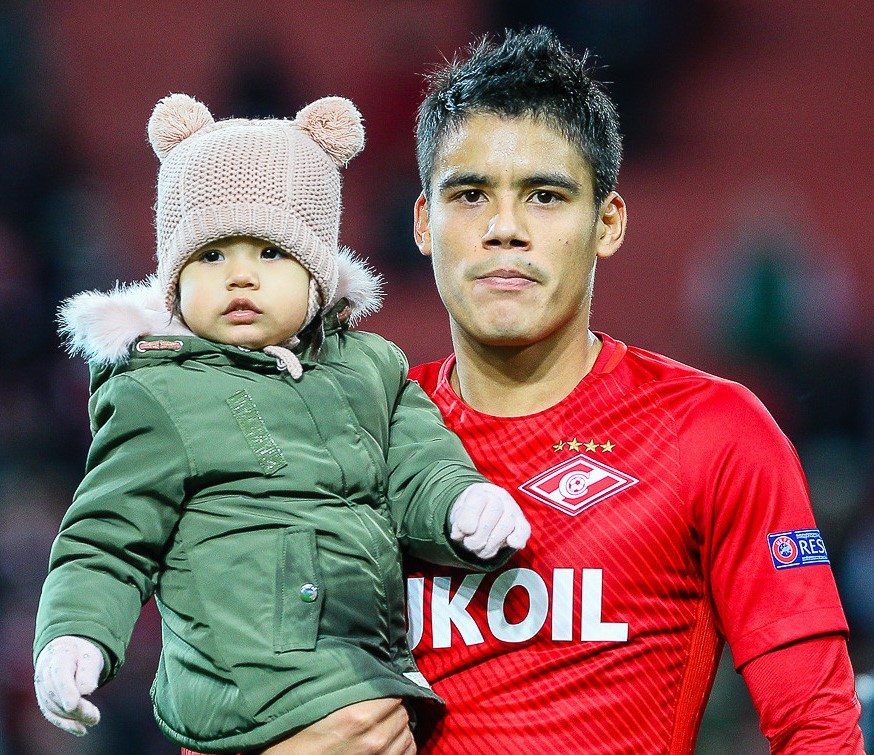
Мельгарехо с дочерью Самией в 2017 году.

17 октября 2017 года в матче Лиги чемпионов против испанской «Севильи» Лоренсо забил мяч. 25 октября в 1/8 финала Кубка России оформил «дубль» в ворота нальчикского «Спартака». 22 февраля 2018 года в поединке Лиги Европы против «Атлетика Бильбао» Мельгарехо забил победный мяч. В чемпионате России 2017/18 сыграл 21 матч и забил трижды: в ворота «Анжи», «Ахмата» и «Ростова».
В матчах Лиги Европы 2018/19 против «Вильярреала» и шотландского «Рейнджерс» он отметился забитыми мячами. В чемпионате России 2018/19 провёл 23 игры и забил три мяча: в домашнем матче в ворота «Динамо», а также в домашнем и гостевом матчах с «Крыльями Советов».
11 августа 2019 года в 5-м туре чемпионата России 2019/20 в матче против «Ахмата» (3:1) вышел на 89-й минуте вместо Джордана Ларссона и этот матч стал для Мельгарехо 100-м за «Спартак».
1 июля 2020 года в связи с истечением срока контракта Мельгарехо покинул «Спартак» и стал свободным агентом.

### «Расинг» (Авельянеда)
26 августа 2020 года Мельгарехо подписал контракт с аргентинским клубом «Расинг» (Авельянеда). При подписании контракта Мельгарехо на своей странице в социальной сети сообщил, что одним из ключевых факторов при выборе нового клуба стал тот факт, что «Расинг» будет выступать в Кубке Либертадорес. 22 октября 2020 года Мельгарехо забил дебютный гол за «Расинг» в матче против «Эстудиантес Мерида» Лоренсо открыл счёт на 60-й минуте матча.

## Карьера в сборной
В 2009 году в составе молодёжной сборной Парагвая Мельгарехо принял участие в молодёжном чемпионате мира в Египте. На турнире он сыграл в матче против команды Тринидада и Тобаго.
15 ноября 2012 года в товарищеском матче против сборной Гватемалы Лоренсо дебютировал за сборную Парагвая, заменив во втором тайме Мигеля Самудио. Вызывался на ряд отборочных матчей чемпионата мира 2014 года, но на поле ни разу не вышел.
14 августа 2013 года вышел на замену вместо Мигеля Самудио в товарищеском матче со сборной Германии в Кайзерслаутерне (3:3). После этого не вызывался в национальную сборную на протяжении пяти лет, что породило разговоры о возможном предоставлении Мельгарехо российского гражданства. Однако 24 сентября 2018 года футболист получил первый за 5 лет выступлений в России вызов в сборную Парагвая на сборы, после чего агент футболиста заявил, что речи о смене Лоренсо футбольного гражданства быть не может.
14 ноября 2019 вышел на замену в матче против сборной Болгарии, таким образом сыграв за национальную команду спустя 6 лет.

## Достижения
Командные
«Бенфика»
- Финалист Лиги Европы — 2012/13
- Финалист кубка Португалии — 2012/13

«Кубань»
- Финалист Кубка России — 2014/15

«Спартак» (Москва)
- Чемпион России — 2016/17
- Бронзовый призёр Чемпионат России по футболу: 2017/18
- Обладатель Суперкубка России — 2017

## Личная жизнь
Мельгарехо женат. Супруга — Мария Хосе Паредес, победительница конкурса Мисс Парагвай-2010. В январе 2016 года у них родилась дочь Самия.

## Статистика

### Клубная
| Выступление              | Выступление           | Выступление      | Лига | Лига | Кубки | Кубки | Еврокубки | Еврокубки | Итого | Итого |
| Клуб                     | Лига                  | Сезон            | Игры | Голы | Игры  | Голы  | Игры      | Голы      | Игры  | Голы  |
| ------------------------ | --------------------- | ---------------- | ---- | ---- | ----- | ----- | --------- | --------- | ----- | ----- |
| 12 октября               | Примера               | 2009             | 22   | 7    | —     | —     | —         | —         | 22    | 7     |
| 12 октября               | Итого                 | Итого            | 22   | 7    | —     | —     | —         | —         | 22    | 7     |
| Олимпия (Асунсьон)       | Примера               | 2010             | 12   | 1    | —     | —     | —         | —         | 12    | 1     |
| Олимпия (Асунсьон)       | Итого                 | Итого            | 12   | 1    | —     | —     | —         | —         | 12    | 1     |
| Индепендьенте (Асунсьон) | Примера               | 2011             | 17   | 8    | —     | —     | —         | —         | 17    | 8     |
| Индепендьенте (Асунсьон) | Итого                 | Итого            | 17   | 8    | —     | —     | —         | —         | 17    | 8     |
| Бенфика (Лиссабон)       | Примера               | 2012/13          | 21   | 2    | 5     | 0     | 14        | 0         | 40    | 2     |
| Бенфика (Лиссабон)       | Итого                 | Итого            | 21   | 2    | 5     | 0     | 14        | 0         | 40    | 2     |
| → Пасуш де Феррейра      | Примера               | 2011/12          | 29   | 10   | 1     | 1     | —         | —         | 30    | 11    |
| → Пасуш де Феррейра      | Итого                 | Итого            | 29   | 10   | 1     | 1     | —         | —         | 30    | 11    |
| → Бенфика B              | Сегунда лига          | 2013/14          | 1    | 0    | —     | —     | —         | —         | 1     | 0     |
| → Бенфика B              | Итого                 | Итого            | 1    | 0    | —     | —     | —         | —         | 1     | 0     |
| Кубань                   | Премьер-лига          | 2013/14          | 17   | 6    | 1     | 1     | 6         | 3         | 24    | 10    |
| Кубань                   | Премьер-лига          | 2014/15          | 14   | 1    | 1     | 0     | —         | —         | 15    | 1     |
| Кубань                   | Премьер-лига          | 2015/16          | 16   | 8    | 1     | 1     | —         | —         | 17    | 9     |
| Кубань                   | Итого                 | Итого            | 47   | 15   | 3     | 2     | 6         | 3         | 56    | 20    |
| Спартак (Москва)         | Премьер-лига          | 2015/16          | 11   | 2    | —     | —     | —         | —         | 11    | 2     |
| Спартак (Москва)         | Премьер-лига          | 2016/17          | 21   | 2    | —     | —     | 1         | 0         | 22    | 2     |
| Спартак (Москва)         | Премьер-лига          | 2017/18          | 21   | 3    | 3     | 2     | 8         | 2         | 32    | 7     |
| Спартак (Москва)         | Премьер-лига          | 2018/19          | 23   | 3    | 3     | 0     | 7         | 2         | 33    | 5     |
| Спартак (Москва)         | Премьер-лига          | 2019/20          | 12   | 1    | 3     | 0     | 3         | 0         | 18    | 1     |
| Спартак (Москва)         | Итого                 | Итого            | 88   | 11   | 9     | 2     | 19        | 4         | 116   | 17    |
| Расинг (Авельянеда)      | Профессиональная лига | 2020/21          | 5    | 4    | 3     | 0     | 5         | 2         | 13    | 6     |
| Расинг (Авельянеда)      | Профессиональная лига | 2021             | 11   | 1    | —     | —     | 1         | 0         | 12    | 1     |
| Расинг (Авельянеда)      | Итого                 | Итого            | 16   | 5    | 3     | 0     | 6         | 2         | 25    | 7     |
| Либертад                 | Профессиональная лига | 2021             | 14   | 9    | —     | —     | 4         | 1         | 18    | 10    |
| Либертад                 | Итого                 | Итого            | 14   | 9    | —     | —     | 4         | 1         | 18    | 10    |
| Всего за карьеру         | Всего за карьеру      | Всего за карьеру | 267  | 68   | 21    | 5     | 49        | 10        | 337   | 83    |